# Jaroslav Plavec
Jaroslav Plavec (1914, Kněžice – 1985) byl český truhlář, dělník a voják.

## Biografie
Jaroslav Plavec se narodil v roce 1914 v Kněžicích, jeho rodina žila ve Vísce čp. 13, jeho otec pracoval jako zedník. Po vyučení se na truhláře nastoupil do dílny v Kněžicích, následně pak nastoupil do firmy Ampapa v Okříškách. Později byl pomocným dělníkem v kněžickém mlýně, kde ve spolupráci s majitelem mlýna podporoval rodiny uvězněných občanů, vynášel jim namletou mouku. Za tuto činnost byl zatčen a odsouzen na dva roky za sabotáž. Roku 1942 byl jako vězeň a truhlář odvezen do Norska, kde měl stavět baráky pro německou armádu. Přes Oslo se dostali do Trondheimu, kde pracoval až do roku 1944. Pak se deset vězňů rozhodlo utéct za švédské hranice, ale to se povedlo pouze dvěma - ostatní při útěku zemřeli.
Ve Švédsku jim pomohli místní obyvatelé a následně Jaroslav Plavec odešel přes Skotsko do Anglie, kde vstoupil do československé armády. Působil v Británii jako ženista, kdy pracoval při odminování Temže. Později byl převelen do Japonska, ale vzhledem ke kapitulaci japonské armády zůstal v Británii. Do Prahy přijel až v říjnu 1945 se zásilkou nově vytištěných československých bankovek.
Po skončení druhé světové války se vrátil do Kněžic, ale později se odstěhoval do Pravlova, kde se věnoval své profesi. Zemřel roku 1985.